# لورقة (مرسية)
بلدية لورقة أو لُرقة (بالإسبانية: Lorca) هي بلدية تقع في منطقة مرسية جنوب شرق إسبانيا.

## الديموغرافيا
بلغ عدد سكان بلدية لورقة 92.869 نسمة عام 2011 (وفقاً للمعهد الوطني الإسباني للإحصاء).
| 69.045 | 70.689 | 79.481 | 87.153 | 89.606 | 91.906 | 92.869 |

## توأمة
للورقة (مرسية) اتفاقيات توأمة مع كل من:
- Mauguio [الإنجليزية]‏
- العيون

## أعلام
- أغوستين إيزكويردو
- خوان فرانسيسكو جيفارا
- خوان مارتينيز مارتينيز
- ميغيل نافارو مولينا
- نارسيسو يبيس